# Millepora striata
Millepora striata là một loài san hô trong họ Milleporidae. Loài này được Duchassaing & Michelotti mô tả khoa học năm 1864.